# Episodi di Seven Days (seconda stagione)
La seconda stagione della serie televisiva Seven Days, composta da 23 episodi, è stata trasmessa negli Stati Uniti dal canale UPN dal 29 settembre 1999 al 24 maggio 2000.
In Italia è andata in onda su Rai 2 dal 29 luglio 2001 al 18 giugno 2003.
| nº | Titolo originale                | Titolo italiano             | Prima TV USA      | Prima TV Italia |
| -- | ------------------------------- | --------------------------- | ----------------- | --------------- |
| 1  | The Football                    | Rischio nucleare            | 29 settembre 1999 | 29 luglio 2001  |
| 2  | Pinball Wizard                  | Il re dei videogiochi       | 29 settembre 1999 | 6 ottobre 1999  |
| 3  | Parker.com                      | Parker.com                  | 13 ottobre 1999   | 5 agosto 2001   |
| 4  | For the Children                | Missione: salvare i bambini | 20 ottobre 1999   | 1º luglio 2001  |
| 5  | Two Weddings and a Funeral      | Due matrimoni e un funerale | 3 novembre 1999   | 5 agosto 2001   |
| 6  | Walk Away                       | Correre ancora              | 10 novembre 1999  | 27 maggio 2003  |
| 7  | Sister's Keeper                 | Sorelle                     | 17 novembre 1999  | 28 maggio 2003  |
| 8  | The Collector                   | Il collezionista            | 24 novembre 1999  | 29 maggio 2003  |
| 9  | Love and Other Disasters        | Amore e altri disastri      | 15 dicembre 1999  | 30 maggio 2003  |
| 10 | The Devil and the Deep Blue Sea | Pericolo in alto mare       | 5 gennaio 2000    | 2 giugno 2003   |
| 11 | Time Gremlin                    | Allarme intruso             | 12 gennaio 2000   | 3 giugno 2003   |
| 12 | Buried Alive                    | Sepolto vivo                | 9 febbraio 2000   | 4 giugno 2003   |
| 13 | The Backstepper's Apprentice    | Eroe per un giorno          | 16 febbraio 2000  | 5 giugno 2003   |
| 14 | Deja Vu All Over Again          | Singhiozzi temporali        | 23 febbraio 2000  | 6 giugno 2003   |
| 15 | Space Station Down              | Missione disperata          | 1º marzo 2000     | 7 giugno 2003   |
| 16 | The Cuban Missile               | Il missile cubano           | 22 marzo 2000     | 9 giugno 2003   |
| 17 | X.35 Needs Changing             | Madre per caso              | 5 aprile 2000     | 11 giugno 2003  |
| 18 | Brother, Can You Spare a Bomb?  | Un fratello esplosivo       | 12 giugno 2000    | 12 giugno 2003  |
| 19 | Pope Parker                     | Silvestro Vº                | 26 aprile 2000    | 24 ottobre 2008 |
| 20 | Witch Way to the Prom           | Streghe                     | 3 maggio 2000     | 13 giugno 2003  |
| 21 | Mr. Donovan's Neighborhood      | Il quartiere di Donovan     | 10 maggio 2000    | 16 giugno 2003  |
| 22 | Playmates and Presidents        | Un diario che scotta        | 17 maggio 2000    | 17 giugno 2003  |
| 23 | The Cure                        | Il vaso di Pandora          | 24 maggio 2000    | 18 giugno 2003  |